# Kwakerspoel

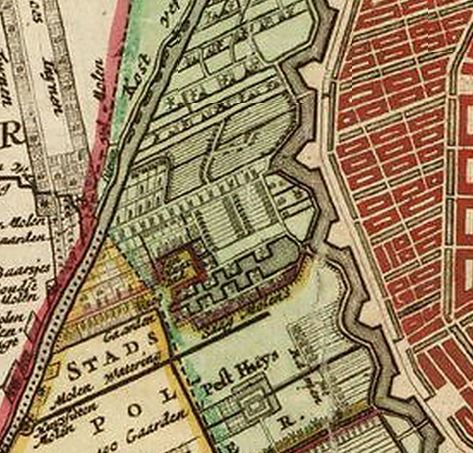
Detail van de kaart van het Amstelland van Gerrit Drogenham uit 1790, met in het midden de Kwakerspoel (boven de aanduiding "saagmolens")

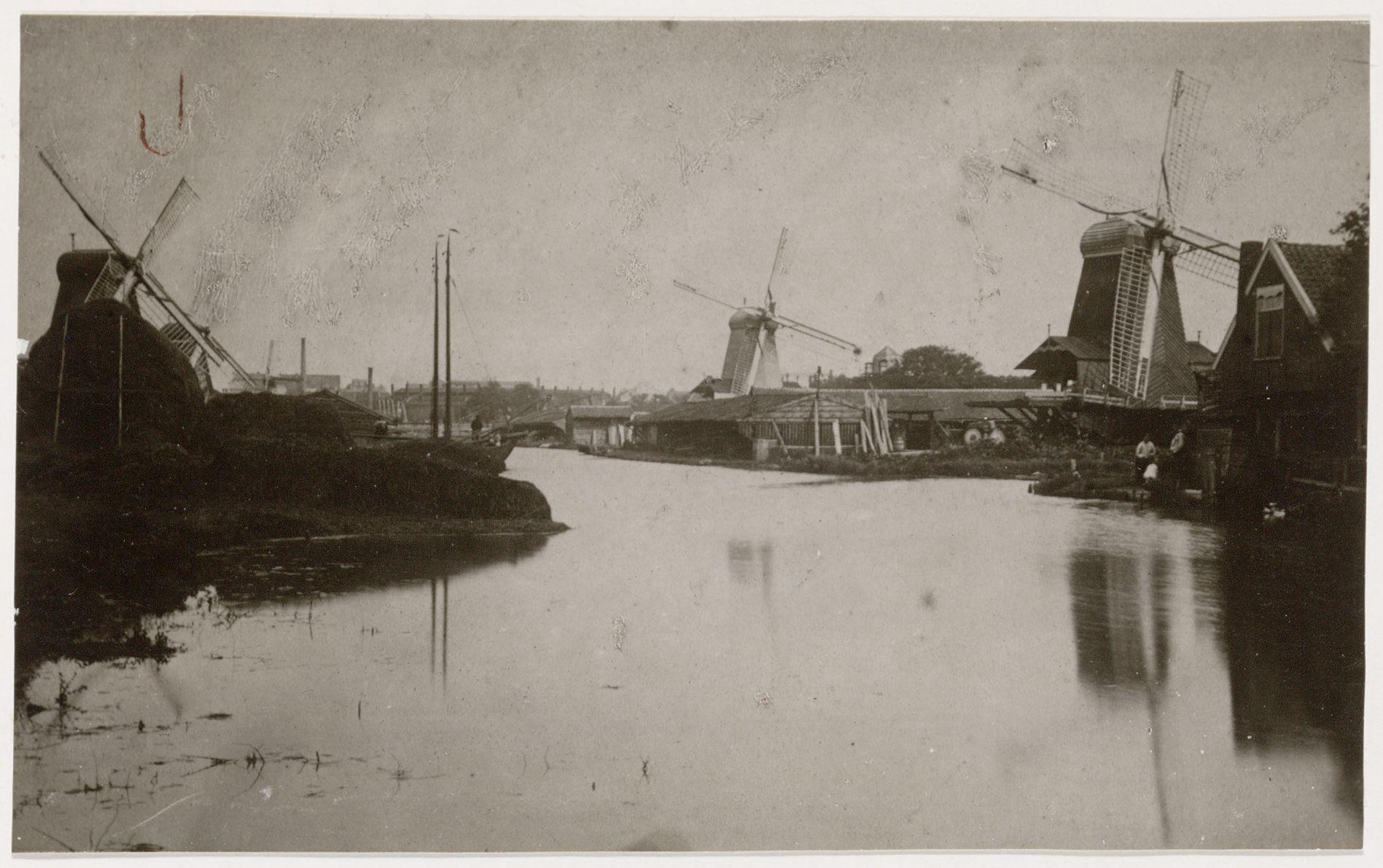
De Kwakerspoel in Amsterdam-West ter hoogte van waar nu de Potgieterstraat en Kinkerstraat te vinden zijn. Volgens de originele fotobeschrijving zijn hier van links naar rechts molens De omval, Vrouwenakker, De Haan, De Witte Lelie en De Vriendschap te zien.

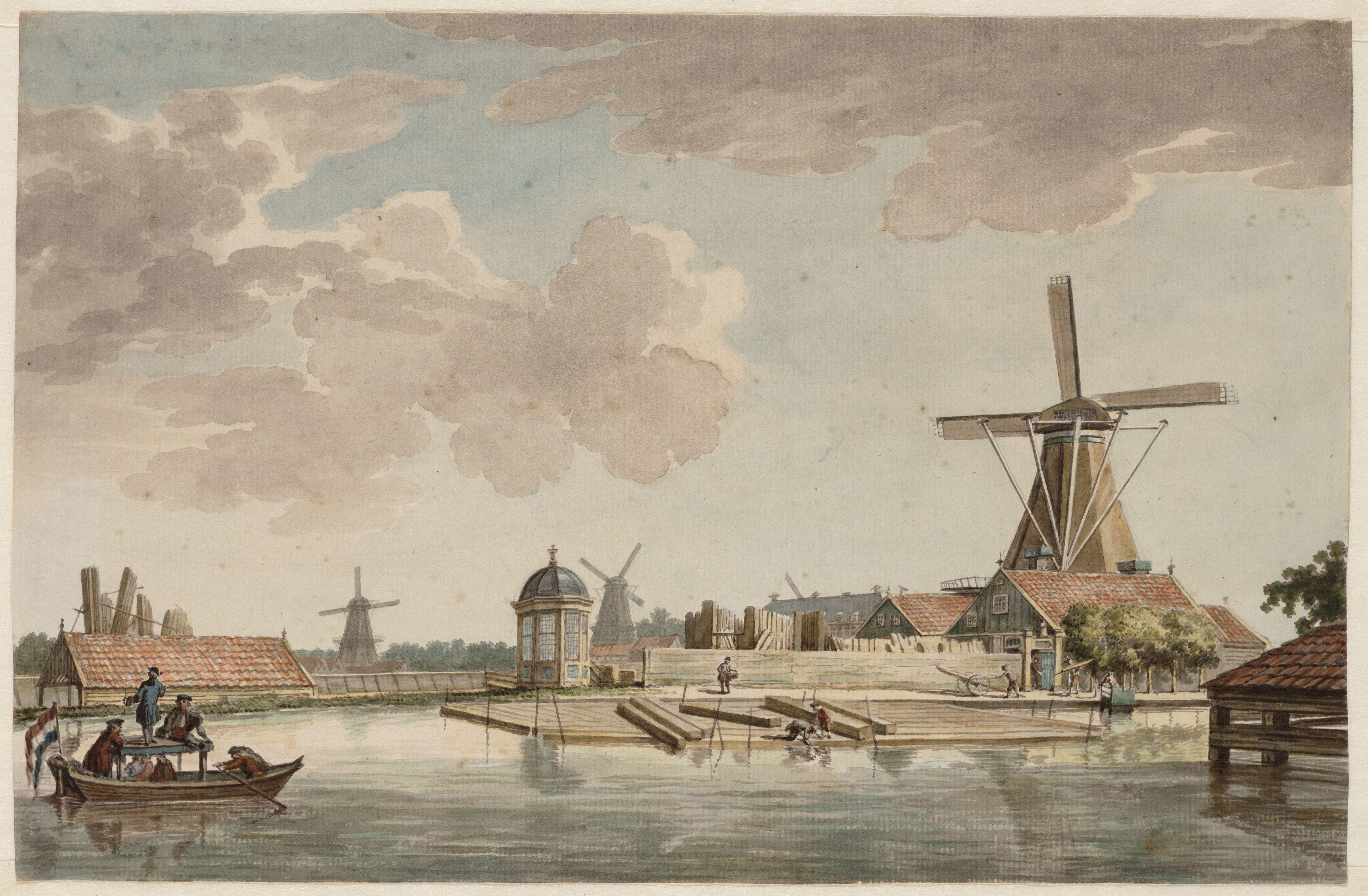
Gezicht op de Kwakerspoel met enkele molens, waaronder De Vrouwe Maria (geheel rechts). Dit gezicht is getekend vanaf het begin van het Kwakerspad.In het verschiet ziet men het Pesthuis en drie korenmolens aan de Overtoom. Op de voorgrond in het midden staat een bij de molen behorende theekoepel. Tekening van Hendrik Keun.

De Kwakerspoel is een voormalig meer dat globaal lag tussen de huidige Potgieterstraat, Kwakersplein en Kwakersstraat, vroeger de Kwakersdijk, en de Kinkerstraat in de tegenwoordige Kinkerbuurt in Amsterdam-West.

## Kwakerspoel
Het meer en poldergebied lag ten noordoosten van de oude stadsgrens van Amsterdam en Nieuwer-Amstel en ten zuidwesten van de Buitensingelgracht (zie groene gebied op de kaart). Alhoewel het gebied bestuurlijk sinds 1795 onder Nieuwer-Amstel viel was de ambachtsheerlijkheid van Amstelveen en Nieuwer-Amstel al in 1529 verkocht aan Amsterdam, dat er dus de baas was evenals over de vaarweg ernaartoe, de Kostverlorenvaart. Tot de zeventiende eeuw bestond het gebied voornamelijk uit weidegrond. 

### Molens

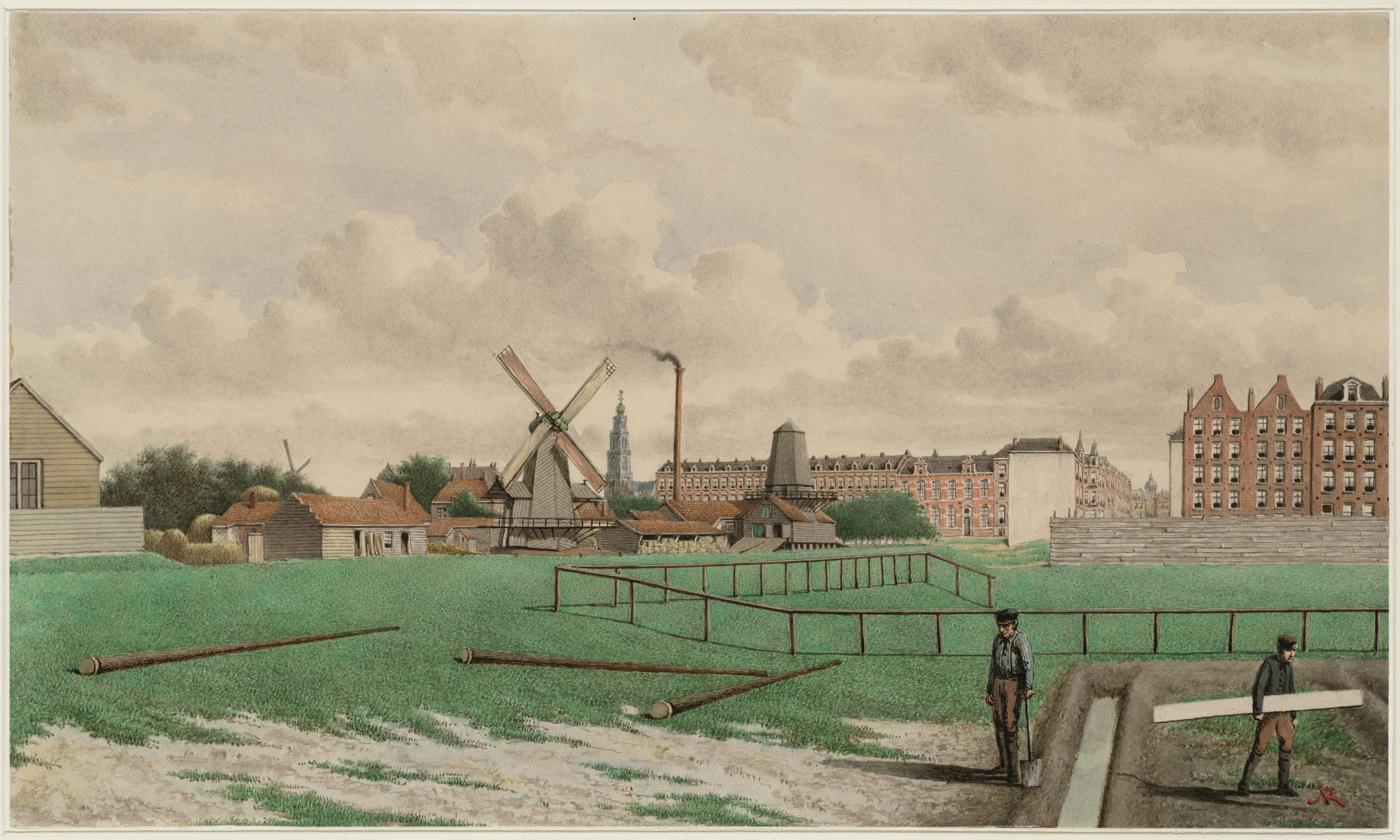
Op de achtergrond de molens "de Zaaier" en de "Vrouwe Maria". In het verschiet: molen de Victor en de Westertoren.

Langs de Kwakerspoel liep de Kwakersdijk en door de Kwakerspoel het Kwakerspad met haaks daarop het Steenpad, tegenwoordig de Da Costastraat, en het Kwakersdwarspad. Door Amsterdam werd de omgeving van de Kwakerspoel aangewezen voor molenaars en verschenen rondom de poel veertien zaagmolens. De stad stelde als voorwaarde dat er per molen slechts één woonhuis gebouwd mocht worden, en dat in verband met de windvang de molens minstens vierhonderd meter uit elkaar moesten staan.
De meeste molens waren van het type Paltrok maar sommige waren van een ander type. De molenaars moesten zelf de sloten en balkhavens graven en de kosten daarvan dragen. Het Kwakerspad werd hierdoor een schiereiland en de Kwakerspoel werd veel groter dan voorheen en kreeg een langwerpige vorm. In 1712 verdween reeds de eerste molen en maakte plaats voor een theetuin. De meeste molens verdwenen echter pas door de onteigening tussen 1880 en 1890 terwijl de laatste molen pas verdween in 1912.
Aan de Kwakersdijk stonden:
- de Boterton (sloop 1846)
- de Vrouwenakker (sloop 1885)
- de Omval (sloop voor 1890)
- ‘t Gekroonde Schaap (sloop 1712)

Aan de noordzijde van het Kwakerspad stonden:
- de Nachtegaal (sloop 1838)
- de Witte Lelie (sloop ongeveer 1880)
- de Vriendschap (sloop ongeveer 1880)
- de Jonge Frederik (sloop 1832)

Aan de zuidzijde stonden:
- de Vrouwe Anna Maria (voorheen de Seskant, sloop voor 1890)
- de Zaaijer (sloop ongeveer 1890)
- de Liefde (sloop 1912)
- de Bijkerk
- de Haan (sloop ongeveer 1890)
- de Koning Salomon (sloop 1900)

## Industrie en recreatie
Het gebied ten westen van de Kwakerspoel en ten oosten van de Lange Bleekerssloot, de huidige De Clerqstraat, werd door Amsterdam bestemd voor bedrijvigheid en industrie, onder meer textielbedrijven en blekerijen. Gelijktijdig met het besluit van de grote stadsuitbreiding in 1613 werd besloten ook alle brandgevaarlijke industrie naar dit gebied te verplaatsen.
Daarnaast werd het gebied bestemd voor recreatie en verschenen er pleziertuinen, kleine herbergen, speelhuizen en kolfbanen. Op de plaats van de in 1712 afgebroken molen 't Gekroonde Schaap verscheen bijvoorbeeld een theetuin, de collegietuin "Mijn Genoegen", later Buitenlust, aan de westrand ter hoogte van de huidige Ten Katestraat. Andere pleziertuinen waren onder meer de "Keizerskroon" op de plaats van de huidige Potgieterstraat en de "Eendracht". Tussen de exploitanten van de pleziertuinen en de molenaars ontstonden regelmatig spanningen. In 1769 klaagde de eigenaresse van molen de Koning Salomon over het publiek dat schuiten zou afmeren in haar balkhaven, zonder toestemming gingen vissen en afval in het water gooiden. De tuinexploitanten klaagden op hun beurt weer over het kabaal van de molen.
Na het ontstaan van de nieuwe gemeente Nieuwer-Amstel, waar het gebied sinds 1795 onder viel, werd de buurt met zijn vele kleine kroegjes een geliefd toevluchtsoord voor duistere figuren uit Amsterdam. De Amsterdamse politie had er geen zeggenschap meer en de politie van Nieuwer-Amstel bevond zich ver weg in Amstelveen.

## Demping en annexatie
In 1877 en 1896 werd in twee fases het noordelijke deel van de gemeente Nieuwer-Amstel uiteindelijk geannexeerd door Amsterdam en het gebied werd bestemd voor stadsuitbreiding. Daarom werden al voor die tijd de bedrijven en nog overgebleven molenaars door Amsterdam onteigend en uitgekocht. Vooruitlopend op de annexatie werd in 1886 al 5000 vierkante meter van de Kwakerspoel gedempt. Hier verscheen later het complex van de stadsreiniging en de remise Tollensstraat. In 1890 was de gehele Kwakerspoel gedempt en ontstond de ruimte voor de bouw van de Bellamybuurt en Kinkerbuurt.
Het Kwakersplein en de Kwakersstraat werden vernoemd naar de voormalige Kwakerspoel. De herkomst van de naam "Kwakers" is niet geheel zeker. Het kan verwijzen naar het religieus genootschap van de Quakers, maar het kan ook komen van de historische benaming kwakel voor eenvoudige bruggen in het zuiden van Noord-Holland.